# Csiszár Nándor
Csiszár Nándor (Budapest, 1936. szeptember 4. – 2000. szeptember 16.) magyar színész.

## Életpályája
A Népművelési Intézet Színjátszó Akadémiáját végezte el 1957-ben. 1952-től a MÁVAG munkás-színjátszó csoportjában játszott. 1958-tól az Állami Déryné Színház szerződtette. 1961-től a Veszprémi Petőfi Színház, 1966-tól a Miskolci Nemzeti Színház társulatához tartozott. 1978-tól a Békés Megyei Jőkai Színház művésze volt. 1986-tól nyugdíjba vonulásáig a kecskeméti Katona József Színház színművésze volt. 1985-ben Pro Urbe díjat kapott Békéscsaba városától és még abban az évben televíziós nívódíjban is részesült.  

## Fontosabb színházi szerepei
- William Shakespeare: Szentivánéji álom.... Zuboly
- William Shakespeare: Lear király.... Orvos
- William Shakespeare: A velencei kalmár.... Gobbó, bohóc
- William Shakespeare: Ahogy tetszik.... Ádám
- William Shakespeare: Tévedések vígjátéka.... Angelo, aranyműves
- William Shakespeare: Sok hűhó semmiért.... Konrád
- Niccolò Machiavelli: Mandragóra.... Nicia mester
- Carlo Goldoni: Chioggiai csetepaté.... Chanoccia
- Nyikolaj Vasziljevics Gogol: Háztűznéző.... Tojasov
- Makszim Gorkij: Éjjeli menedékhely.... Luka
- George Bernard Shaw: Szent Johanna.... Gill de Rais
- Friedrich Dürrenmatt: Az öreg hölgy látogatása.... Loby; Koby
- Bertolt Brecht: Háromgarasos opera.... Kimball, főtisztelendő úr
- Bertolt Brecht: A kaukázusi krétakör.... Az öreg, Paraszt, A nagyherceg, menekült, Sánta
- Ken Kesey: Kakukkfészek.... Scanlon
- Vlagyimir Gubarjov: Szarkofág.... Dózismérő
- Vszevolod Vitaljevics Visnyevszkij: Optimista tragédia.... Tábori lelkész
- Vlagyimir Konsztantyinov – Borisz Racer: Segítség, válunk!.... Haritonov
- Dario Niccodemi: Tacskó.... Fausto
- Georges Feydeau: Bolha a fülbe.... Doktor Finache
- Agatha Christie: A vád tanúja.... Carter, Sir Wilfrid irodájának vezetője
- Giulio Scarnicci – Renzo Tarabusi: Kaviár és lencse.... Alfonso Cioccia báró, nagyvilági úr
- Pierre Barillet – Jean-Pierre Grédy: A kaktusz virága.... Cochet úr
- Jókai Mór: A kőszívű ember fiai.... Pál úr
- Molnár Ferenc: Olympia.... Krehl
- Gárdonyi Géza: A bor.... Göre Gábor
- Heltai Jenő: A néma levente.... Galeotto Marzio
- Móricz Zsigmond: Rokonok.... Berci bácsi
- Móricz Zsigmond: Légy jó mindhalálig.... Valkay
- Móricz Zsigmond – Miklós Tibor – Kocsák Tibor: Légy jó mindhalálig.... Török bácsi
- Tersánszky Józsi Jenő: Kakuk Marci.... Sustik
- Illyés Gyula:	Szélkötő Kalamona.... Király
- Barta Lajos: Szerelem.... Biky, fűszeres
- Gyárfás Miklós: A hosszú élet titka.... Vendéglős
- Páskándi Géza: A kettéfűrészelt zongora, vagy a nagy kibeszélés, avagy jó, hogy jösztök.... Második munkás
- Fekete Sándor: A Lilla-villa titka.... Kökény
- Zilahy Lajos: A tizenkettedik óra.... Pékmester
- Tamási Áron: Csalóka szivárvány.... Tibád úr, kereskedő a faluban
- Eörsi István: Sírkő és kakaó.... Postás
- Csurka István: Döglött aknák.... Orvos
- Csukás István: Kutyánszki Kázmér, a versíró kutya.... Hentes
- Tarbay Ede: Hagymácska.... Alma mester
- Gyárfás Endre: A hétpettyes lovag.... Áfonya király
- Romhányi József: Csipkerózsika.... Alvásmester
- Romhányi József: Hamupipőke.... XIII. Kétségbeesett Boldizsár király
- Benedek András: A garabonciás.... Burkus, Burkisztán királya
- Hervé: Nebáncsvirág.... Loriot őrmester
- Jacques Offenbach: Szép Heléna.... Ajax, a kicsi, lokrisi királyfi
- Leo Fall: Pompadour.... Poulard
- Ábrahám Pál: Viktória.... Polgármester
- Szirmai Albert – Bakonyi Károly – Gábor Andor: Mágnás Miska.... Eleméry Tasziló
- Eisemann Mihály: Bástyasétány 77.... Patkó
- Kálmán Imre: A cirkuszhercegnő.... Poldi, főpincér
- Kálmán Imre: Marica grófnő.... Kudelka
- Kálmán Imre: Csárdáskirálynő.... Lazarovics
- Lehár Ferenc: Luxemburg grófja.... Törvényszéki elnök; Anyakönyvvezető
- Jacobi Viktor: Sybill.... Kormányzó; Hajadonok vezetője
- Huszka Jenő: Gül Baba.... A budai bíró
- Huszka Jenő: Mária főhadnagy.... Biccentő, strázsamester
- Ödön von Horváth: Mesél a bécsi erdő.... Gyóntató atya

## Filmek, tv
- A harangok Rómába mentek (1959)
- Segít a szabvány (1961)
- A szívroham (1964)
- A menekülő herceg (1973)
- A hétpettyes lovag (1981)
- Hagymácska (1982)
- Torta az égen (1984)
- Az asszony (1995)